# Дочь Монтесумы
«Дочь Монтесумы» (англ. Montezuma's Daughter) — исторический роман Генри Райдера Хаггарда, опубликованный в 1893 году. Его действие происходит на фоне завоевания Мексики Кортесом, во времена правителя Монтесумы.
Рассказ ведётся от имени англичанина Томаса Вингфилда, который после ряда приключений оказывается в составе испанской экспедиции к берегам Новой Испании, где перед ним открывается экзотический мир ацтеков. Он берёт в жёны дочь императора и осуществляет план возмездия своему давнему противнику.
Как и в других приключенческих романах викторианской эпохи, туземцы показаны как благородные дикари — жестокие, но, в сущности, наивные варвары. Главный герой сочувствует гибели цивилизации, столь не похожей на европейскую, и симпатизирует скорее местным жителям, чем европейским колонистам.

## Персонажи
Англичане:
- Томас Вингфилд — главный герой романа, наполовину англичанин, наполовину испанец, который пускается в опасное путешествие, чтобы найти и покарать убийцу своей матери.
- Джеффри Вингфилд — старший брат Томаса и его соперник в борьбе за руку и сердце Лили Бозард.
- Мэри Вингфилд — младшая сестра Томаса, впоследствии — жена Уилфрида Бозарда.
- Лили Бозард — дочь английского сквайра, возлюбленная и невеста Томаса Вингфилда.
- Уилфрид Бозард — старший брат Лили Бозард, муж Мэри.

Испанцы:
- Луиса де Гарсиа — испанская дворянка, бежавшая в Англию со своим возлюбленным, мать Томаса, Джеффри и Мэри.
- Андрес де Фонсека — хранитель тайн города Севилья, оказывающий различные услуги людям, попавшим в затруднительное положение.
- Хуан де Гарсиа — двоюродный брат Луисы и её бывший жених.
- Изабелла де Сигуенса — монахиня, которую Хуан де Гарсиа соблазнил и бросил.
- Эрнан Кортес — испанский конкистадор, завоеватель Мексики.
- Берналь Диас — испанский конкистадор, участник экспедиции Эрнана Кортеса.

Индейцы:
- Монтесума II — император ацтеков.
- Отоми — дочь императора ацтеков Монтесумы и женщины из народа отоми, сестра Куаутемока, жена Томаса Вингфилда.
- Куаутемок — племянник Монтесумы, а после смерти своего дяди — последний император ацтеков.
- Куитлауак — брат Монтесумы, короткое время правивший Анауаком.
- Марина — любовница Кортеса.

## Сюжет
Действие романа происходит в XVI веке. Отец главного героя — английский дворянин по фамилии Вингфилд — женился на испанской дворянке Луисе де Гарсиа и увез её с собой в Англию против воли её семьи. Спустя 20 лет в Англию прибывает Хуан де Гарсиа — кузен и бывший жених Луисы. Хуан и Луиса встречаются в роще недалеко от поместья Вингфилдов, Хуан предлагает возлюбленной вернуться с ним в Испанию, а получив отказ, убивает её. Перед смертью Луиса предсказывает, что Хуан де Гарсиа умрёт от руки её сына.
Немного позднее де Гарсиа случайно встречает Томаса Вингфилда, младшего сына Луизы, и, вспомнив предсказание, решает убить его. Однако Томасу везёт — он побеждает испанца и привязывает его к дереву. Томас ещё не знает, что де Гарсиа убил его мать, поэтому спокойно оставляет противника и отправляется на свидание со своей возлюбленной Лили Бозард. Хуану де Гарсиа удается освободиться и сбежать. Когда выясняются обстоятельства смерти Луисы, отец Томаса обвиняет сына в том, что по его вине убийца матери избежал возмездия. Томас даёт отцу клятву, что будет преследовать де Гарсиа, пока не найдёт и не убьёт его. Перед отъездом в Испанию Томас прощается с Лили, и они дают друг другу клятву верности.
Томас прибывает в Севилью, где поступает на службу к Андресу де Фонсеке — специалисту по решению всевозможных деликатных проблем, который в курсе всех тайн и интриг города. Спустя несколько месяцев Томас случайно встречается с де Гарсиа, однако их начавшийся поединок прерывает городская стража, и де Гарсиа снова удаётся ускользнуть. Томас возвращается к своей жизни помощника Фонсеки, однако пожилой испанец вскоре умирает, завещав всё своё огромное состояние Томасу, к которому успел привязаться. Полученные деньги Томас отправляет в Англию, в распоряжение Лили Бозард, а сам, узнав, что де Гарсиа отправился в Америку, пускается в далёкое плаванье к берегам Нового Света.
Корабль терпит крушение. Томас и ещё несколько выживших дрейфуют в открытом океане в шлюпке, пока их не подбирает испанский корабль. По роковому стечению обстоятельств, одним из офицеров на испанском корабле оказывается Хуан де Гарсиа. По его наговору Томаса запирают в трюме вместе с чёрными рабами, а когда на судне начинается эпидемия лихорадки, выбрасывают за борт. Томасу удаётся спастись в бочке, которую выбросили с корабля как мусор, и добраться до берега, где его находят местные индейцы. Сперва они хотят принести белого человека (теуля) в жертву, но племянник короля ацтеков Монтесумы — принц Куаутемок — настаивает на том, что теуля нужно доставить к королю. За время путешествия в Теночтитлан Томас успевает выучить язык ацтеков и подружиться с принцем Куаутемоком. При дворе Монтесумы Томас знакомится с Отоми — дочерью Монтесумы, принцессой народа отоми и между ними возникает симпатия. По решению жрецов Томас вынужден в течение года изображать воплощение бога Тескатлипоки, а после этого его должны принести в жертву. Отоми (в рамках ритуала) становится женой Томаса, хотя он и признаётся ей, что любит другую. Тем временем испанские конкистадоры, возглавляемые Кортесом, продвигаются всё глубже во владения ацтеков и осаждают Теночтитлан. Отоми добровольно соглашается разделить судьбу своего мужа и ложится рядом с ним на жертвенный камень, и Томас признаётся ей в любви. Жертвоприношение в последний момент прерывают конкистадоры, захватившие теокалли. По иронии судьбы, Томаса спасает Хуан де Гарсиа, поначалу не узнавший своего врага. Томасу удаётся бежать. Так как повторное жертвоприношение не будет угодно богам, ацтеки принимают Томаса уже не как теуля, а как равного себе.
Кортес берёт императора Монтесуму в плен, а после смерти правителя ацтеков власть переходит к Куаутемоку. Потеряв свой козырь в лице царственного заложника, испанцы покидают Теночтитлан. Куаутемок, Томас и несколько верных индейцев вывозят из города сокровища Монтесумы и закапывают их в пещере, чтобы золото не досталось испанцам. Вскоре конкистадоры возвращаются вместе с армией враждебного ацтекам индейского племени тласкаланцев и осаждают Теночтитлан. Индейцы во главе с Куаутемоком обороняют город до последнего, но в конце концов вынуждены сдаться на милость победителя. Кортес приказывает Хуану де Гарсиа подвергнуть Томаса и Куаутемока пытке, чтобы узнать у них, где скрыты сокровища Монтесумы, однако это не приносит результатов. Индианка Марина, любовница Кортеса, которую связывают с Томасом узы дружбы, помогает ему и Отоми бежать из разорённого и разрушенного испанцами города.
Беглецы находят приют в городе Сосен. В течение 14 лет Томас правит народом отоми вместе со свой женой, пока испанцы под командованием Берналя Диаса не осаждают город. Томас узнаёт, что среди испанцев и его враг Хуан де Гарсиа. Осознавая, что путей к спасению нет, женщины под руководством Отоми совершают кровавый ритуал, принеся в жертву Уицилопочтли пленных тласкаланцев (пленников-испанцев Томасу удалось тайно освободить), и кончают жизнь самоубийством (все, кроме Отоми). Томас объявляет испанцам о сдаче города взамен на сохранение жизни своей семье и своим людям. Хуан де Гарсиа убивает единственного оставшегося в живых сына Томаса, после чего старые враги наконец-то встречаются для последнего поединка на вершине вулкана. Де Гарсиа теряет разум, сражается с призраками и в конце концов падает в жерло вулкана. Отоми, не перенеся смерти сына и изменившегося отношения супруга (после того как Томас увидел ритуал жертвоприношения, он запретил Отоми называть его своим мужем), принимает яд. Перед смертью она прощается с Томасом и просит его вернуться на родину, к той девушке, которую он любил все эти годы.
Утратив всё, что связывало его с миром индейцев, Томас возвращается в Англию. Лили Бозард, сохранившая верность своему возлюбленному, которого уже 20 лет все считали погибшим, прощает ему измену и жизнь с другой женщиной и соглашается стать его женой. Дальнейшая жизнь Томаса проходит в спокойствии и рядом с любимой женой, хотя воспоминания об Отоми и их погибших детях продолжают мучить его. Все его дети с Лили умирают во младенчестве. Под конец своей жизни, после смерти Лили, Томас решает написать историю своей жизни. Окончание рассказа приходится на 1588 год.

## В России
Роман переведён на русский и стал популярен в России ещё до революции. С 1912 по 2011 годы роман переиздавался на русском десятки раз суммарным тиражом не менее 10 млн экземпляров. К хаггардовским образам не раз обращался в своём творчестве Николай Гумилёв.